# Martine van Hamel

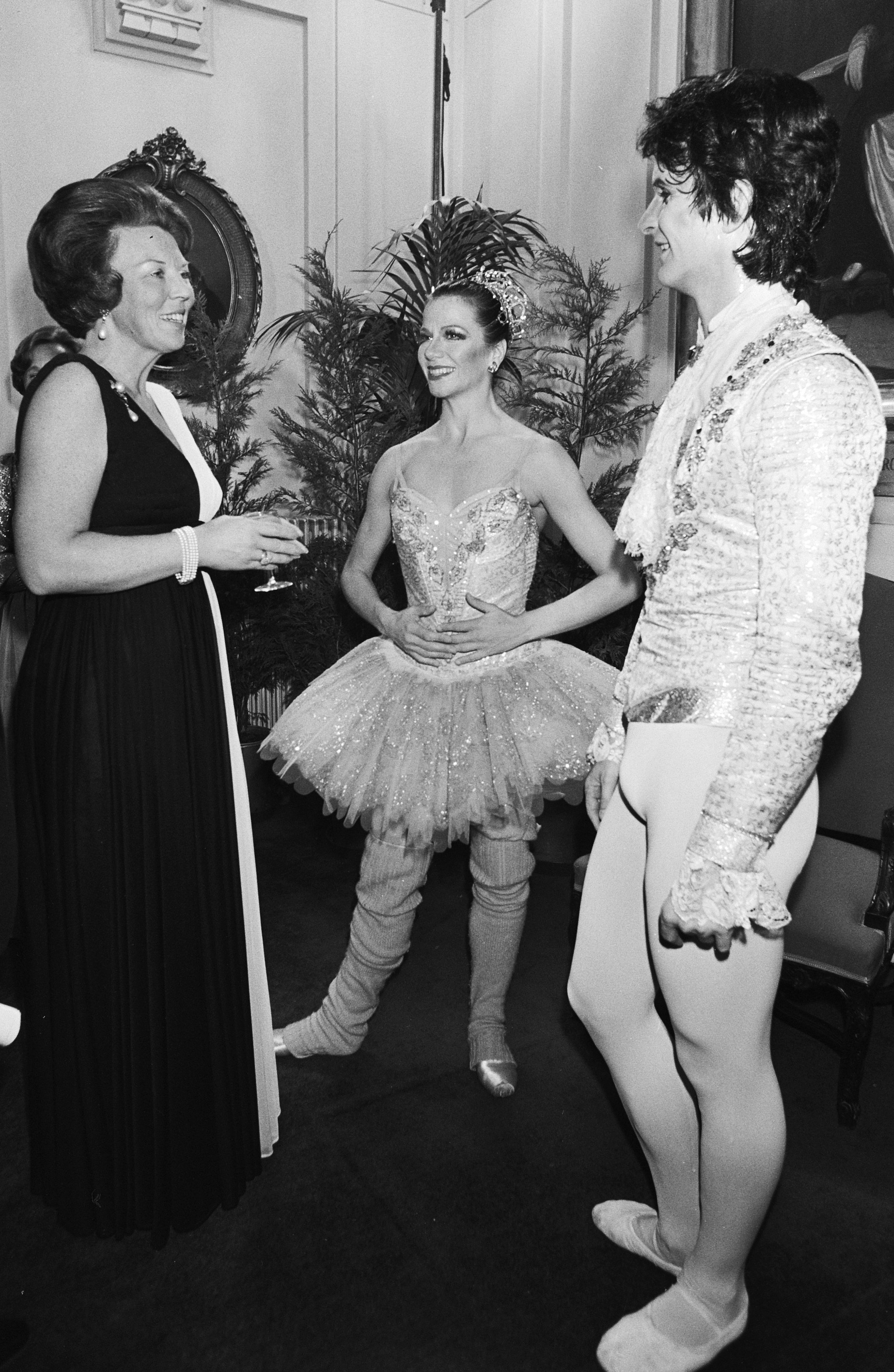
Koningin Beatrix der Nederlanden, Martine van Hamel en Kevin McKenzie in oktober 1982

Martine van Hamel (Brussel, 16 november 1945) is een Amerikaanse choreograaf, balletlerares en gepensioneerd (prima-)ballerina van Nederlandse komaf.
Ze is de dochter van de in Nederlands-Indië geboren diplomaat Dirk van Hamel (Diederik Alfred van Hamel) en de uit Deventer afkomstige kunstenaar Manette van Hamel. Het gezin trok vanwege vaders beroep de gehele wereld over. Zij kregen drie kinderen die alle drie in verschillende steden zijn geboren. Martine dus in Brussel. Vader was ook amateurmusicus (altviool), moeder een opgeleid pianist, edelsmid en schilder. Martine van Hamel trouwde met danser Kevin McKenzie. Een van haar hobby’s is schilderen.
Van Hamel kreeg haar opleiding op diverse continenten met verschillende achtergronden. Ze leerde dansen in Denemarken, Indonesië (Semarang, 1951-1954, Javaanse dansstijl), Nederland (1954-1954, balletafdeling van het Koninklijk Conservatorium Den Haag), Parijs (bij Olga Preobrajenska) Venezuela (bij Henry Denton) en vanaf 1958 in Canada aan de Canada's National Ballet School bij Betty Oliphant. In 1963 ging ze als zeventien/achttienjarige met de National Ballet Company op tournee. Na een optreden in Montreal zou ze gezegd hebben: "Ik hoop nog eens een grote ballerina te worden".
In 1966 werd ze winnaar in een veld van vijftig deelnemers aan het prestigieuze Internationale Concours voor balletdansers met in de jury de vermaarde Galina Oelanowa. Ze kreeg toen ook de Prix de Varna, een erkenning van haar artistieke kwaliteiten. In 1969 sloot ze zich voor een jaar aan bij het Joffrey Ballet. In 1970 werd ze gevraagd door het American Ballet Theatre (ABT); ze ging daarop in en werd in de volgende jaren solodanser (1971) en eerste dansen (1973). Ze bleef daarbij volgens de New York Times, Orlando Sentinel en Los Angeles Times bescheiden maar krachtig en soepele danser. In 1976 ontving ze van Cue Magazine, een theater- en kunstblad, een prijs voor beste danser. In 1982 trad ze voor het eerst op in Nederland. In een grootse balletvoorstelling in het Amsterdamse Stadsschouwburg trad het neusje van de zalm binnen de balletwereld onder meer op voor koningin Beatrix. Vlak daarvoor had ze als artistiek directeur met haar man als choreograaf haar eigen troep opgericht genaamd New Amsterdam Ballet. Ze trad daarmee op als het ABT stil lag. Het was een klein gezelschap dat relatief veel moderne balletten uitvoerde; het New Amsterdam ballet bestond tot 2013. In 1989 kreeg ze als dansdocent waardering middels een prijs uitgeschreven door Dance Educators of America. Ondertussen danste Van Hamel door bij diverse balletgezelschappen in de Verenigde Staten en Canada.
In 1991 verliet ze het ABT en kwam te werken het NDT3 van Jiří Kylián, voor dansers van 40 jaar en ouder, onderdeel van Nederlands Dans Theater. NDT3 was toen net opgericht. Ze was samen met haar man ook een van de oprichters van het Kaatsbaan International Dance Center (genoemd naar de straat Kaatsbaan Road) in Tivoli (New York). In 1997 verliet ze het NDT3 weer om te gaan werken als choreograaf en leider. Ze gaf voorts lessen aan de Jacqueline Kennedy Onassis School en de Juilliard School. Ze danste daarbij af en toe nog voor het ABT.